# Copa del Rey 2007/08
De Copa del Rey 2007/2008 was de 106e editie van de strijd om de Spaanse voetbalbeker. De competitie startte op 29 augustus 2007 en eindigde op 16 april 2008 met de finale in het Estadio Vicente Calderón in Madrid. FC Sevilla trad aan als titelhouder. De Copa werd gewonnen door Valencia CF.

## Eerste ronde
De wedstrijden zijn gespeeld op 29 augustus 2007
| Thuisclub                    | Uitslag      | Uitclub                       |
| ---------------------------- | ------------ | ----------------------------- |
| Universidad de Las Palmas CF | 2-0          | UD San Sebastián de los Reyes |
| RSD Alcalá                   | 1-5          | Pontevedra CF                 |
| Caudal Deportivo             | 0-1          | CD San Isidro                 |
| SD Noja                      | 1-2          | UB Conquense                  |
| Barakaldo CF                 | 1-1 ns (4-2) | CD Mirandés                   |
| SD Lemona                    | 1-2          | CF Palencia                   |
| Zalla UC                     | 1-3          | Real Unión                    |
| Burgos CF                    | 2-0          | Haro Deportivo                |
| Utebo FC                     | 1-2          | CD Egüés                      |

| Thuisclub             | Uitslag | Uitclub           |
| --------------------- | ------- | ----------------- |
| SD Huesca             | 1-0     | Sestao River Club |
| CD Dénia              | 2-1     | CF Reus Deportiu  |
| SE Eivissa            | 0-2     | Alicante CF       |
| Coruxo FC             | 2-4     | CF Badalona       |
| Algeciras CF          | 1-0     | Mazarrón CF       |
| Granada Atlético      | 0-1     | FC Cartagena      |
| UD Puertollano        | 2-1     | CD Linares        |
| Racing Club Portuense | 4-1     | Jerez CF          |
| Lorca Deportiva       | 2-3     | Real Jaén         |

## Tweede ronde
De wedstrijden zijn gespeeld op 4 en 5 september 2007
| Thuisclub                    | Uitslag | Uitclub               |
| ---------------------------- | ------- | --------------------- |
| UD Las Palmas                | 1-0     | Real Sociedad         |
| Universidad de Las Palmas CF | 0-1     | Alicante CF           |
| CD Egüés                     | 1-2     | Burgos CF             |
| CD Alcoyano                  | 2-0     | UB Conquense          |
| UD Puertollano               | 2-1     | CF Badalona           |
| Pontevedra CF                | 1-0     | FC Cartagena          |
| Real Jaén                    | 0-2     | Rayo Vallecano        |
| CD San Isidro                | 2-5     | Racing Club Portuense |
| Algeciras CF                 | 0-1     | CD Dénia              |
| Talavera CF                  | 2-1     | Barakaldo CF          |
| CE L'Hospitalet              | 1-0     | SD Huesca             |

| Thuisclub         | Uitslag      | Uitclub                |
| ----------------- | ------------ | ---------------------- |
| CF Palencia       | 0-0 ns (4-5) | SD Ponferradina        |
| Real Unión        | 3-0          | UD Vecindario          |
| Granada 74 CF     | 1-0          | Sporting de Gijón      |
| Albacete Balompié | 1-0          | CD Castellón           |
| CD Tenerife       | 1-0          | Polideportivo Ejido    |
| Xerez CD          | 3-1          | Racing de Ferrol       |
| UD Salamanca      | 1-2          | Elche CF               |
| Córdoba CF        | 2-3          | Cádiz CF               |
| Deportivo Alavés  | 1-0          | Gimnàstic de Tarragona |
| Málaga CF         | 2-1          | Celta de Vigo          |
| Hércules CF       | 2-0          | CD Numancia            |

## Derde ronde
De wedstrijden zijn gespeeld op 10 oktober
| Thuisclub     | Uitslag      | Uitclub               |
| ------------- | ------------ | --------------------- |
| Real Unión    | 2-1          | CE L'Hospitalet       |
| Burgos CF     | 2-0          | SD Ponferradina       |
| CD Dénia      | 3-1          | Racing Club Portuense |
| Pontevedra CF | 2-0          | UD Puertollano        |
| Talavera CF   | 0-2          | Alicante CF           |
| CD Alcoyano   | 1-1 ns (5-3) | Rayo Vallecano        |

| Thuisclub         | Uitslag | Uitclub          |
| ----------------- | ------- | ---------------- |
| Elche CF          | 2-1     | SD Eibar         |
| Cádiz CF          | 2-3     | Granada 74 CF    |
| Albacete Balompié | 0-2     | Xerez CD         |
| Hércules CF       | 2-1     | Deportivo Alavés |
| CD Tenerife       | 1-2     | Málaga CF        |
| UD Las Palmas     | vrij    |                  |

## Laatste 32
De wedstrijden zijn gespeeld op 13 november 2007 en 2 januari 2008
| Thuisclub     | Uitslagen | Uitclub            |
| ------------- | --------- | ------------------ |
| Alicante CF   | 1-1, 1-2  | Real Madrid        |
| CD Dénia      | 1-1, 3-4  | Sevilla FC         |
| Real Unión    | 1-2, 0-3  | Valencia CF        |
| CD Alcoyano   | 0-3, 2-2  | FC Barcelona       |
| Burgos CF     | 0-1, 1-4  | Getafe CF          |
| Pontevedra CF | 1-0, 1-3  | Real Zaragoza      |
| UD Las Palmas | 2-4, 1-2  | Villarreal CF      |
| Granada 74 CF | 1-2, 1-1  | Atlético de Madrid |

| Thuisclub       | Uitslagen | Uitclub                |
| --------------- | --------- | ---------------------- |
| Elche CF        | 1-1, 0-3  | Real Betis             |
| Málaga CF       | 0-0, 0-2  | Racing de Santander    |
| Xerez CD        | 0-1, 1-1  | Recreativo de Huelva   |
| Hércules CF     | 2-2, 0-2  | Athletic de Bilbao     |
| RCD Espanyol    | 1-1, 2-1  | Deportivo de La Coruña |
| Levante UD      | 2-1, 1-1  | UD Almería             |
| Real Valladolid | 1-1, 3-2  | Real Murcia            |
| CA Osasuna      | 2-0, 0-4  | RCD Mallorca           |

## Laatste 16
De wedstrijden zijn gespeeld op 9 en 16 januari 2008
| Thuisclub            | Uitslagen | Uitclub         |
| -------------------- | --------- | --------------- |
| Recreativo de Huelva | 1-0, 0-2  | Villarreal CF   |
| Sevilla FC           | 1-1, 0-0  | FC Barcelona    |
| Real Betis           | 1-2, 1-2  | Valencia CF     |
| Atlético Madrid      | 0-0, 1-1  | Real Valladolid |

| Thuisclub       | Uitslagen         | Uitclub             |
| --------------- | ----------------- | ------------------- |
| Getafe CF       | 0-1, 1-4          | Levante UD          |
| RCD Mallorca    | 2-1, 1-0          | Real Madrid         |
| Real Zaragoza   | 1-1, 2-4          | Racing de Santander |
| Athletic Bilbao | 1-1, 1-1 ns (3-4) | RCD Espanyol        |

## Kwartfinale
De wedstrijden zijn gespeeld op 23 en 30 januari 2008
| Thuisclub     | Uitslagen | Uitclub         |
| ------------- | --------- | --------------- |
| Villarreal CF | 0-0,0-1   | FC Barcelona    |
| Valencia CF   | 1-0, 2-3  | Atlético Madrid |

| Thuisclub           | Uitslagen | Uitclub         |
| ------------------- | --------- | --------------- |
| Getafe CF           | 1-0, 1-2  | RCD Mallorca    |
| Racing de Santander | 2-0, 3-3  | Athletic Bilbao |

## Halve finale
De wedstrijden zijn gespeeld op 27 en 28 februari en 19 maart 2008
| Thuisclub    | Uitslagen | Uitclub     |
| ------------ | --------- | ----------- |
| FC Barcelona | 1-1, 2-3  | Valencia CF |

| Thuisclub | Uitslagen | Uitclub             |
| --------- | --------- | ------------------- |
| Getafe CF | 3-1, 1-1  | Racing de Santander |

## Finale
De wedstrijd is gespeeld op 16 april 2008
| Thuisclub                                                                | Uitslag | Uitclub                                |
| ------------------------------------------------------------------------ | ------- | -------------------------------------- |
| Valencia CF                                                              | 3-1     | Getafe CF                              |
| Juan Manuel Mata 04' 1-0 Alexis Ruano 11' 2-0 Fernando Morientes 83' 3-1 |         | 2-1 45+1' Esteban Granero (strafschop) |
| Estadio Vicente Calderón, Madrid, 55.000 toeschouwers                    |         |                                        |